# Hickmanella intrudens
Hickmanella intrudens är en stekelart som först beskrevs av Hickman 1967.  Hickmanella intrudens ingår i släktet Hickmanella och familjen Scelionidae. Inga underarter finns listade i Catalogue of Life.